# Chellaston
Chellaston är en ort i distriktet Derby, i grevskapet Derbyshire, i England. Ward hade 15 768 invånare år 2021. Chellaston var en civil parish fram till 1968 när blev den en del av Derby, Elvaston, Aston upon Trent och Swarkestone. Civil parish hade 3 702 invånare år 1961. Byn nämndes i Domedagsboken (Domesday Book) år 1086, och kallades då Celardestune/Celerdestune.